# FC Oppuurs

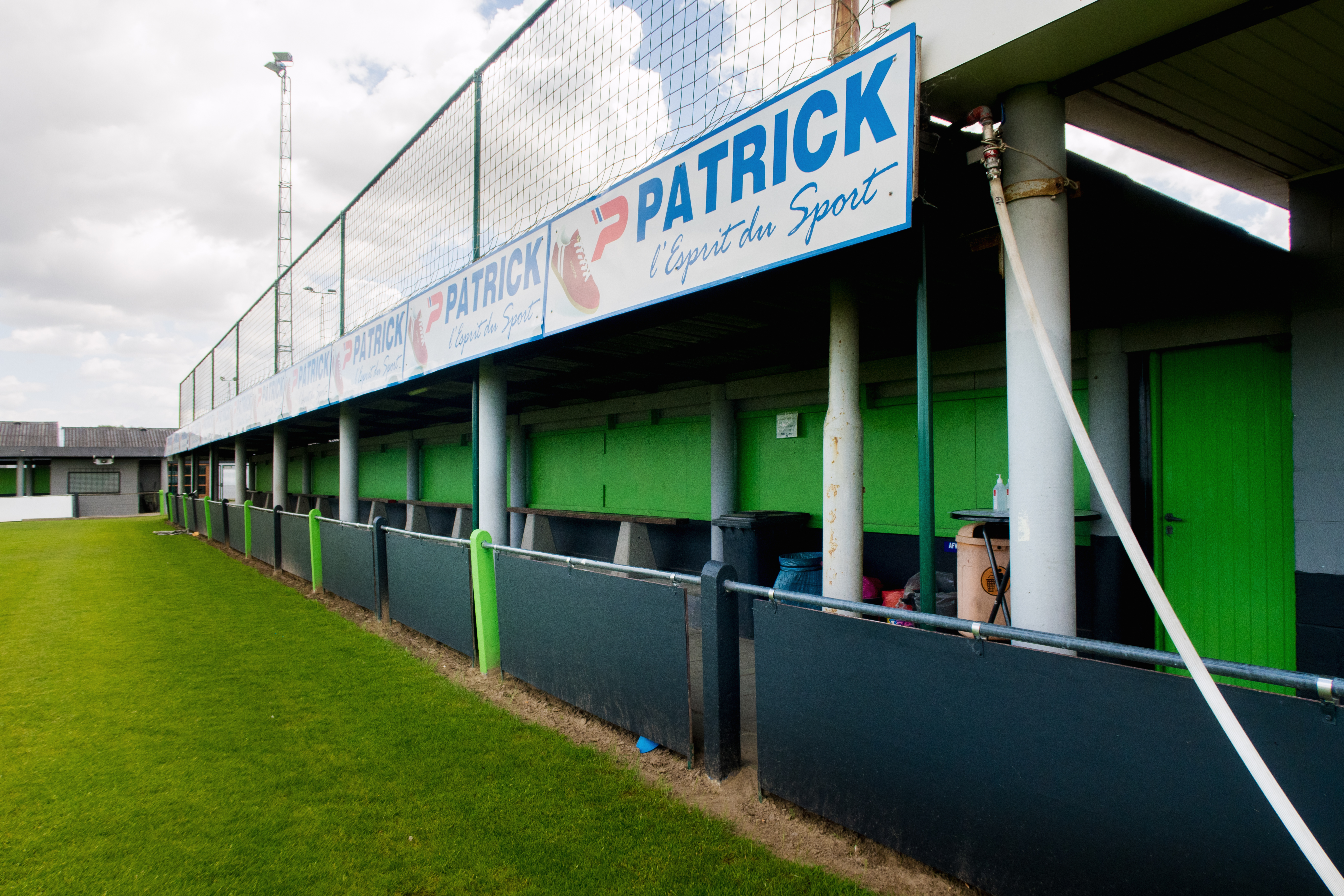
De thuisbasis van FC Oppuurs.

FC Oppuurs is een Belgische voetbalclub uit Oppuurs. De club is aangesloten bij de KBVB met stamnummer 8765 en heeft groen en zwart als clubkleuren.

## Geschiedenis
De club werd opgericht in 1981 en sloot zich aan bij de Belgische Voetbalbond. De club stond ook bekend als "de Tutters". Oppuurs ging er van start in de laagste provinciale reeksen. De club kon de volgende jaren opklimmen tot Derde, later Tweede Provinciale en nu zelfs tot Eerste provinciale. 

In seizoen 2021/22 volgde echter de degradatie naar 2e Provinciale

## Terreinen
De terreinen van FC Oppuurs bevinden zich in het centrum van Oppuurs. De club heeft drie terreinen.

## Bekende (oud-)spelers
- Björn Vleminckx
- Nill De Pauw
- Laura Deloose